# 牧かずま
牧 かずま（まき かずま、1928年 - 2009年9月23日）は日本の漫画家。本名：中井広良。山梨県出身。牧数馬、牧一馬、中井ひろみ、等の複数のペンネームを使っていた。

## 略歴
1928年、山梨県に生まれる。人形劇団「人形座」に劇団員として所属していたが、人形劇が不人気となり、創立者の瀬川拓男らと共に人形座を離れ教育紙芝居研究会に参加。紙芝居作家を経て漫画家デビューする。貸本出版社の若木書房や「少女フレンド」「なかよし」（講談社）、「りぼん」（集英社）などに作品を発表し、少女漫画初期の人気漫画家として活躍する。
代表作は『赤い松葉づえ』（なかよし連載）。東京都東村山市に牧プロダクションを構え、太郎座の後輩であった白土三平や後に夫人となる赤松セツ子などの漫画家を輩出した。